# Ford Trucks
Ford Trucks (рус. Форд Тракс) — марка, принадлежащая Ford, под которой производятся тяжелые грузовые автомобили. Сейчас основное производство грузовых автомобилей осуществляется компанией Ford Otosan в Турции. В России организовано производство грузовиков Ford Trucks на мощностях завода Автотор.

## История
История грузовиков Ford началась в 1908 году с началом производства модели Ford Model TT, а затем Ford Model AA, и Model BB. Страны, в которых производятся, или или ранее производились грузовики Ford: Аргентина, Австралия, Бразилия, Канада (включая марку Mercury), Франция, Германия, Индия, Нидерланды, Филиппины, Испания (в том числе под маркой Ebro), Турция, Великобритания (в том числе под марками Fordson и Thames), и США.

### США
В США производство тяжёлых грузовых автомобилей Ford велось до конца 1996 года, когда Ford продал права на своё грузовое подразделение компании Freightliner, принадлежащей Daimler AG. Freightliner продолжил выпуск моделей разработанных Ford под маркой Sterling trucks.
Список моделей тяжёлых грузовиков, выпускавшихся Ford для рынка США включает в себя:
- Ford N-Series (1963—1969)
- Ford L-Series (1970—1998)
- Ford C-Series (1957—1990)
- Ford Cargo/CF-Series (1986—1997)
- Ford H-Series (1961—1966)
- Ford W-Series (1966—1977)
- Ford CL-Series (1978—1995)

### Европа
Грузовики Ford начали производить в Великобритании компанией Ford of Britain (Ford Motor Company Limited) в 1917 году начиная с модели TT. с 1933 по 1939 год автомобили носили марку Fordson, затем Fordson Thames до 1957, а затем просто Thames до 1965. С 1965 было возвращено название Ford.
Список моделей тяжёлых грузовиков, выпускавшихся в Великобритании, включает в себя:
- Ford Model TT 1 ton (1917—1927)
- Ford Model AA 30cwt (1928—1932)
- Ford Model BB (1932-)
- Thames/Fordson E83W 10cwt van and pick-up (1938—1957)
- Fordson E04C 5 cwt (1945—1948)
- Fordson E494C 5 cwt (1948—1954)
- Thames/Fordson 300E 5 cwt (1954)
- Thames Trader 30 cwt, 2, 3, 4, 5 and 7-ton (1957—1962)
- Thames Trader MkII (1962—1965)
- Ford H (1962-)
- Ford K (Trader rename) (1965-)
- Ford A-Series (1973—1983)
- Ford D-series
- Ford D800
- Ford D1000 (1967-)
- Ford Transcontinental (1975—1983)
- Ford Cargo (1981—1993)

Некоторые модели, например, Ford Transcontinental, также производились в Нидерландах.
Грузовое подразделение было продано компании Iveco в 1986 году, в результате чего образовалось совместное предприятие Iveco-Ford, которое принадлежало Ford На 48 %. В 1993 году производство грузовиков Ford Cargo на совместном предприятии прекратилось, и права на производство модели было продано индийской Ashok Leyland. Кабина Cargo первого поколения применяется на модели Ecomet.

### Турция
Производство грузовых автомобилей Ford в Турции началось ещё в 1960-х, с английских моделей Thames, а затем и Thames Trader. Производством занялась компания Ford Otosan, которая долгое время являлась дилером Ford, а в 1959 году открыла завод в Стамбуле. В 1965 году в продуктовую линейку добавился грузовик D1210 и другие модели Британского рынка. В 1979 году произошёл грандиозный запуск нового завода в городе Инёню, где спустя 2 года после премьеры, в 1983 году стартовало производство модели Cargo. После закрытия грузового производства Ford в Европе и США, разработкой грузовиков Ford Trucks занимались Турецкие инженеры.
В 2000 году модель Cargo получила обновлённую кабину с высокой крышей, а также двигатель Duratorque. В 2003 году появился новый Cargo, с иной кабиной, более мощным двигателем. С этой моделью в 2007 году Ford Trucks вышел на рынок России. В 2009 году модель вновь обновили, немного изменив дизайн кабины и доработав двигатель.
В 2012 году появилось четвёртое поколение Cargo, которое разрабатывалось совместно с Бразильским подразделением Ford. Среди нововведений - двигатель Iveco Cursor 10 на магистральных версиях.
В 2016 году Ford Trucks представил свой новый двигатель Ecotorq объёмом 12,7 л. Вместе с этим было решено отказаться от имени Cargo для своих грузовиков.
В 2018 году, на международной выставке IAA в Ганновере, Ford Trucks представил свою новейшую модель — седельный тягач F-MAX, который на этой же выставке получил титул «Международный Грузовик 2019 года».
Список моделей тяжёлых грузовиков, выпускавшихся в Турции, включает в себя:
- Ford F600 (1960—1966)
- Ford D750 (1966—1984)
- Ford D1210 (1966—1984)
- Ford Cargo (1985—1998)
- Ford Cargo II (1998—2003)
- Ford Cargo III (2003—2012)
- Ford Cargo IV (2012—2016)
- Ford Trucks Магистральной, дорожной и строительной серии (2016 — настоящее время)
- Ford Trucks F-MAX (2018 — настоящее время)

## Ford Trucks в России
Первые официальные поставки грузовиков Ford Trucks в Россию начались в 2007 году. В декабре 2014 года АВТОТОР и Ford Otosan подписали меморандум о взаимопонимании, предусматривающий производство грузовых автомобилей марки Ford Trucks в Калининградской области. Пилотное производство началось в 2015 году, но вскоре было приостановлено. В 2017 году проект по производству грузовых автомобилей Ford Trucks был возобновлён.
До 2018 года, дистрибьютором марки было совместное предприятие Ford — Соллерс. В марте 2018 года был объявлен новый эксклюзивный дистрибьютор — компания ТУРБОТРАКС. В марте 2019 года Ford объявил о прекращении продаж легковых автомобилей в России, а совместное предприятие Ford — Соллерс поменяло структуру, сконцентрировавшись на выпуске лёгких коммерческих автомобилей Ford Transit. Уход легкового подразделения Ford не имеет никакого отношения к деятельности Ford Trucks в России. Весной 2019 года Автотор приступил к производству седельного тягача F-MAX
В сентябре 2019 года, на международной выставке КомТранс, грузовой автомобиль Ford Trucks F-MAX получил премию «Лучший коммерческий автомобиль года» в номинации «Грузовик года»